# José Rafael Cisneros
José Rafael Cisneros (* 17. April 1915 in Palmarito/Apure; † 1995) war ein venezolanischer Gitarrist, Komponist und Musikpädagoge.

## Leben
Cisneros studierte ab 1933 bei Rafael Romero Gitarre, Harmonielehre, Solfège und Musiktheorie. Seine Gitarrenausbildung setzte er ab 1940 in Caracas an der Escuela de Música y Declamación bei Raúl Borges fort. 1947 gab er eine Reihe von Recitals bei Radio Nacional de Venezuela. Später bildete er mit Antonio Lauro und dem spanischen Gitarristen José Luis Castaños das Trío de guitarra Raúl Borges. Als Lehrer wirkte er an der Escuela de Música José Ángel Lamas. Er komponierte mehrere Walzer, darunter Loriana, Vals Venezolano, Homenaje Raul Borges und den Walzer Zulay, den John W. Duarte für das Label Universal Edition aufnahm.